# Patrick Demarchelier
Patrick Demarchelier (Eaubonne, 21 de Agosto de 1943 – São Bartolomeu, 31 de março de 2022) foi um fotógrafo de moda francês.

## Origem
Patrick Demarchelier nasceu em Eaubonne, uma comuna francesa da região administrativa da Ilha de França, sendo criado em Le Havre, comuna francesa na região administrativa da Alta-Normandia. Oriundo de uma família modesta, passou a sua infância junto de sua mãe e dos quatro irmãos.
Quando fez 17 anos, o seu padrasto ofereceu-lhe a sua primeira máquina fotográfica, uma Eastman Kodak. Demarchelier aprendeu a revelar os filmes, retocar negativos e começou a fotografar amigos e casamentos.

## Carreira
Em 1975, deixou Paris e acompanhou a namorada viajando até Nova Iorque.
Aí descobriu a fotografia de moda ao trabalhar como free lancer, aprendendo e trabalhando com fotógrafos como Henri Cartier-Bresson, Terry King, e Jacques Guilbert.
O seu trabalho começou a chamar a atenção de revistas como Elle, Marie Claire e "20 Ans Magazine". Mais tarde, começou a fotografar para as conceituadas Vogue e Harper's Bazaar, resultando numa parceria de 12 anos.
Demarchelier foi responsável por campanhas internacionais de publicidade para marcas como Christian Dior, Louis Vuitton, Celine, Tag Heuer, Chanel, Yves Saint Laurent, Lacoste, Calvin Klein e Ralph Lauren.
Desde o final dos anos 1970 fotografou para as capas de grandes revistas de moda e atualidades, incluindo a Vogue (edição inglesa, francesa e americana), Glamour, Life, Newsweek, Elle, Mademoiselle e Rolling Stone.
Fez também várias campanhas de publicidade, em 1978 a de Farrah Fawcett para publicitar um champô e em 1982 a de Brooke Shields para uma boneca. Também se incluem trabalhos para Cutty Sark, Giorgio Armani, GAP, Gianni Versace, L'Oréal, Elizabeth Arden, Revlon, Lancôme e Gianfranco Ferré, entre outros.
Demarchelier foi o fotógrafo escolhido por Diana, Princesa de Gales, para várias sessões de fotografias oficiais. Mais tarde viria a ser o primeiro fotógrafo oficial não britânico a fotografar a Família real Inglesa.
Em 2005, Demarchelier foi o profissional escolhido para realizar o calendário da marca de pneus Pirelli.
Demarchelier é referenciado em 2006 no filme O Diabo Veste Prada, quando Miranda Priestly (Meryl Streep), pergunta a Andy (Anne Hathaway), no seu primeiro dia de trabalho: "Demarchelier confirmou?", deixando-a completamente confusa.
Demarchelier fez também uma aparição no filme Sex and the City, tirando fotos a Carrie Bradshaw para a revista Vogue.
Em 2007, Christine Albanel, Ministra da Cultura francesa, agraciou Demarchelier com a ordem "Oficial nas Artes e Letras".

## Vida pessoal e morte
Demarchelier viveu em Nova Iorque. Foi casado com Mia e têm três filhos.
Morreu em 31 de março de 2022, aos 78 anos de idade.